# پاناسونیک لومیکس دی‌ام‌سی-اف‌زد۳۸

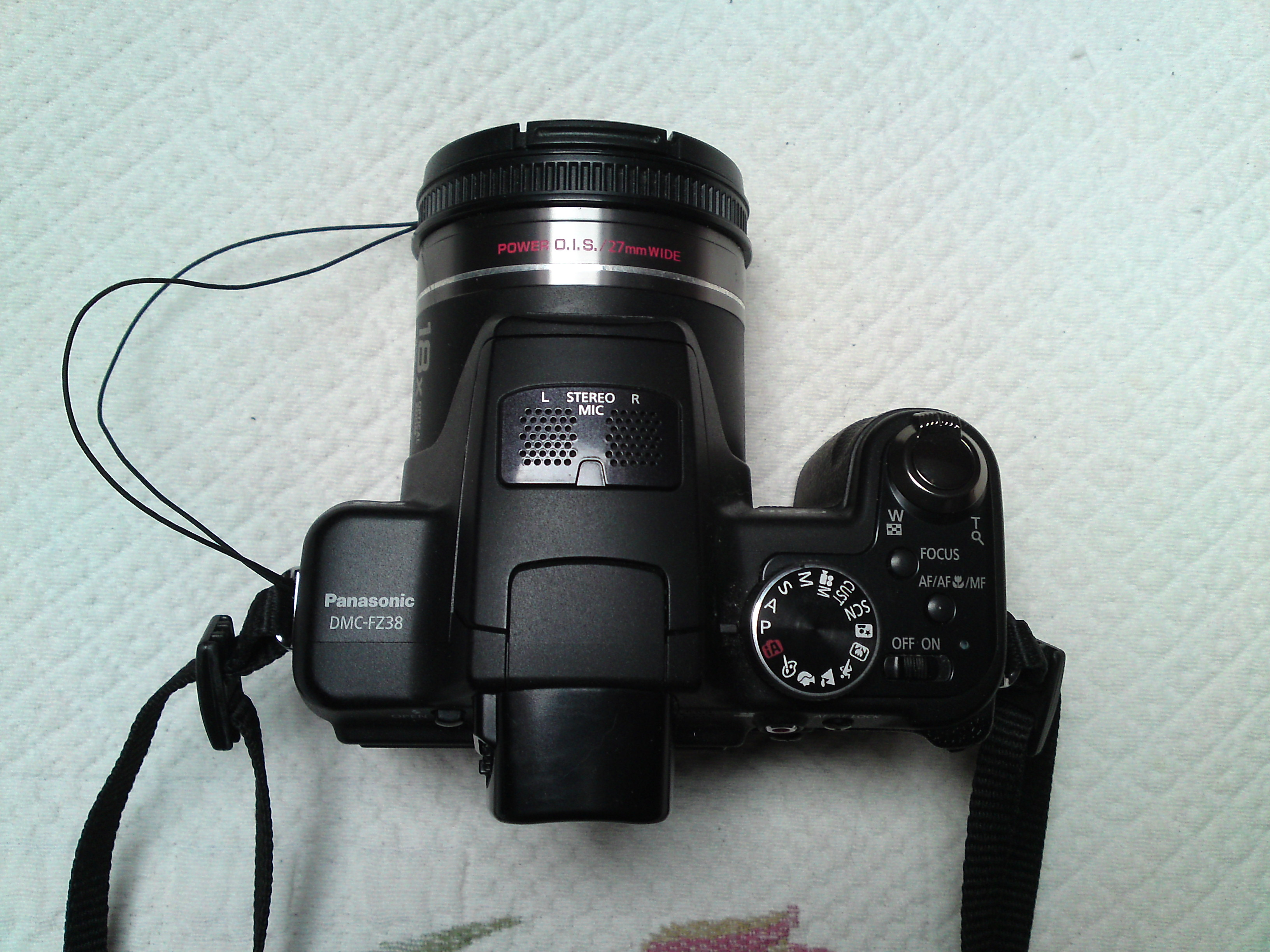
تصویر پاناسونیک لومیکس دی‌ام‌سی-اف‌زد۳۸

 پاناسونیک لومیکس دی‌ام‌سی-اف‌زد۳۸ (به انگلیسی: Panasonic Lumix DMC-FZ38) یک دوربین عکاسی ساخت شرکت پاناسونیک است. 